# ヨーゼフ・カール・フォン・エスターライヒ
ヨーゼフ・カール・フォン・エスターライヒ（Joseph Karl von Österreich, 1833年3月2日 - 1905年6月13日）はオーストリア大公であり、ハプスブルク＝ロートリンゲン家の分家ハンガリー宮中伯家の一員である。

## 生涯
ヨーゼフ・アントン大公（オーストリア皇帝フランツ1世の弟）とその3番目の妃マリア・ドロテア・フォン・ヴュルテンベルクの三男として生まれた。全名はヨーゼフ・カール・ルートヴィヒ（Joseph Karl Ludwig）。
多くのオーストリア帝室の男子と同様にヨーゼフ・カールも軍に入隊し、1860年にオーストリア陸軍の少将になった。普墺戦争中は旅団を率い、ケーニヒグレーツの戦いに参戦した。
1864年にコーブルクで、ザクセン＝コーブルク＝コハーリ家の公子アウグストの娘クロティルデ（1846年 - 1927年）と結婚した。クロティルデの弟には後のブルガリア王フェルディナントがいる。ヨーゼフ・カールはクロティルデとの間に7人の子供をもうけ、ブダペストのヨーゼフ大公宮殿で暮らしていた。
1867年、子供のいない異母兄シュテファンの死によりハンガリー宮中伯になったが、この地位は当時すでに象徴的なものに過ぎなくなっていた。
ヨーゼフ・カールはロマ語に関心を持っており、この言語について同様に興味を持っていたアメリカ人弁護士のアルバート・トーマス・シンクレアに時々手紙を送っていた。シンクレアの伝記には、大公が自身の研究の写しを送ってきたとの記述がある。
1905年6月13日にリエカで亡くなった。

## 子女
- エリーザベト・クレメンティーネ・クロティルデ・マリア・アマーリエ（1865年 - 1866年）
- マリア・ドロテア・アマーリエ（1867年 - 1932年） - 1896年、オルレアン公フィリップと結婚
- マルガレーテ・クレメンティーネ・マリア（1870年 - 1955年） - 1890年、トゥルン・ウント・タクシス侯アルベルトと結婚
- ヨーゼフ・アウグスト・ヴィクトル・クレメンス・マリア（1872年 - 1962年） - 1893年、バイエルン王女アウグステと結婚
- ラディスラウス・フィリップ・マリア・ヴィンツェンツ（1875年 - 1895年）
- エリーザベト・ヘンリエッテ・クロティルデ・マリア・ヴィクトリア（1883年 - 1958年）
- クロティルデ・マリア・アマーリエ・フィロメーナ・ライネーリア（1884年 - 1903年）